# 개인
개인(個人)은 고유한 개체로서 한 사람을 가리키는 말이다. 국어사전에서는 "국가나 사회, 단체 등을 구성하는 낱낱의 사람"으로 풀이하고 있다.

## 어원
개인은 영어 individual을 번안한 낱말이다. 사회, 문화 등 다른 여러 낱말과 같이 개인 역시 메이지 시대 일본에서 번안되어 사용되기 시작했다. individual은 영어 indivisible에서 파생된 낱말로 더 이상 나뉠 수 없는 단수를 뜻한다.

## 개요
서양에서 개인이란 용어가 사용되기 시작한 것은 15세기 인구 조사와 형이상학에서부터이다. 더 이상 나뉠 수 없는 단수로서 개인은 고유 개체로서의 의미를 갖는다. 17세기에 이르러 개인주의가 발현되면서 철학, 법률, 사회 이론 등에서 중요한 개념으로 자리잡았다. 개인의 고유한 특징을 개성이라 한다.

## 관점
다음은 개인에 대한 철학자들의 관점을 간략히 설명한 것이다.
- 데카르트의 "나는 생각한다, 고로 존재한다"(코기토 에르고 숨)는 명제는 주체로서의 개인을 나타내고 있다.
- 존 로크와 같은 경험주의 철학자는 개인의 인식이 빈 서판에서부터 출발한다고 주장한다.
- 헤겔의 변증법에 의하면 세계의 역사는 절대 이성의 발현과정이고 개인은 이러한 역사 발전의 한 역할을 담지하는 존재이다.
- 실존주의 철학자 키에르케고르는 헤겔의 관점을 부정하면서 개인이 자신의 운명에 대해 스스로 선택할 수 있다고 주장하여 개인의 주체성과 능력을 강조하였다. 니체 또한 권력 의지라는 개념으로서 개인의 욕구를 강조하였으며, 이러한 주장을 바탕으로 개인의 능력이 극대화된 영웅인 초인의 개념을 제시하였다. 사르트르의 철학에서도 개인은 핵심적인 개념으로 개인은 자유 의지를 실현하는 주체라고 주장하였다.
- 마르틴 부버는 그의 저서 《나와 너》에서 주체-객체가 맺는 관계를 두가지의 종류, 즉 나-그것 과 나-너 로 구분하면서 나-그것의 관계에서 나-너의 관계로 변화하는 개인의 관계 형성의 중요성을 역설하였다.
- 불교에서는 무아론에 따라 나에 대한 집착이 고통의 근원이라 파악하며 개인의 실체를 인정하지 않는다.
- 지두 크리슈나무르티는 그의 저서 《아는 것으로부터의 자유》에서, 개인과 사회의 관계는 본질적으로 같은 의미의 다른 표현을 쓰는 실용적인 분류라고 하였으며, 개인은 사회와 세계의 문화가 반영된 의식의 중심으로 간주된다. 개인은 인류 자체이다. 사회는 인간관계가 만들어낸 심리적 구조의 결과이다. 개인이란 인간의 경험, 지식, 행동의 총체적 결과이다. 그리고 인류의 모든 역사는 개인의 의식 속에 저장되어 있다.[4]

## 법률
대다수의 국가에서 개인은 법률행위의 주체이다. 사람은 생존하는 동안 권리와 의무의 주체가 된다. (대한민국 민법 제3조 참조) 개인정보는 생존하는 개인에 관한 정보 가운데 각 개인을 식별할 수 있는 정보를 가리킨다.

## 같이 보기
- 자주권
- 의식 (심리철학)
- 문화적 정체성
- 자기동일성
- 독립
- 인격체
- 구조와 기관
- 의지